# La Sentiu de Sió
La Sentiu de Sió (spanisch Asentiú) ist eine katalanische Gemeinde (municipio) mit 455 Einwohnern (Stand: 2024) in der Provinz Lleida im Nordosten Spaniens. Sie liegt in der Comarca Noguera. Die Gemeinde besteht neben dem Hauptort La Sentiu de Sió aus den Ortschaften Sant Jordi de Muller, Sant Miquel und Tossal de les Forques.

## Geographische Lage
La Sentiu de Sió liegt etwa 25 Kilometer nordöstlich von Lleida in einer Höhe von ca. 280 m am Sió.

## Bevölkerungsentwicklung
| Jahr      | 1970 | 1981 | 1991 | 2001 | 2011 | 2021 |
| Einwohner | 584  | 502  | 464  | 465  | 488  | 426  |

## Sehenswürdigkeiten
- Burganlage
- Marienkapelle
- Michaeliskirche
- Georgskirche in Sant Jordi de Muller

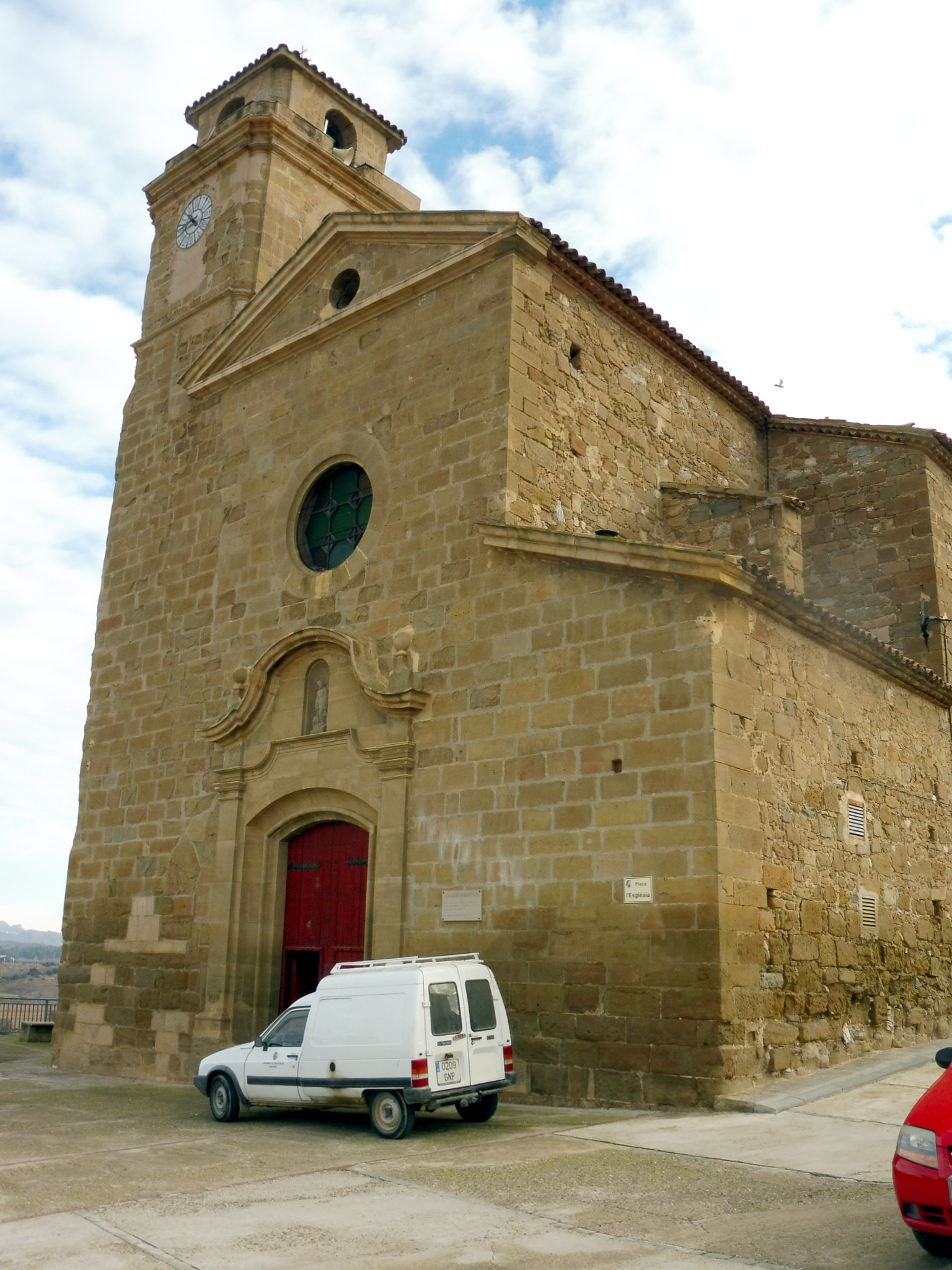
Michaeliskirche
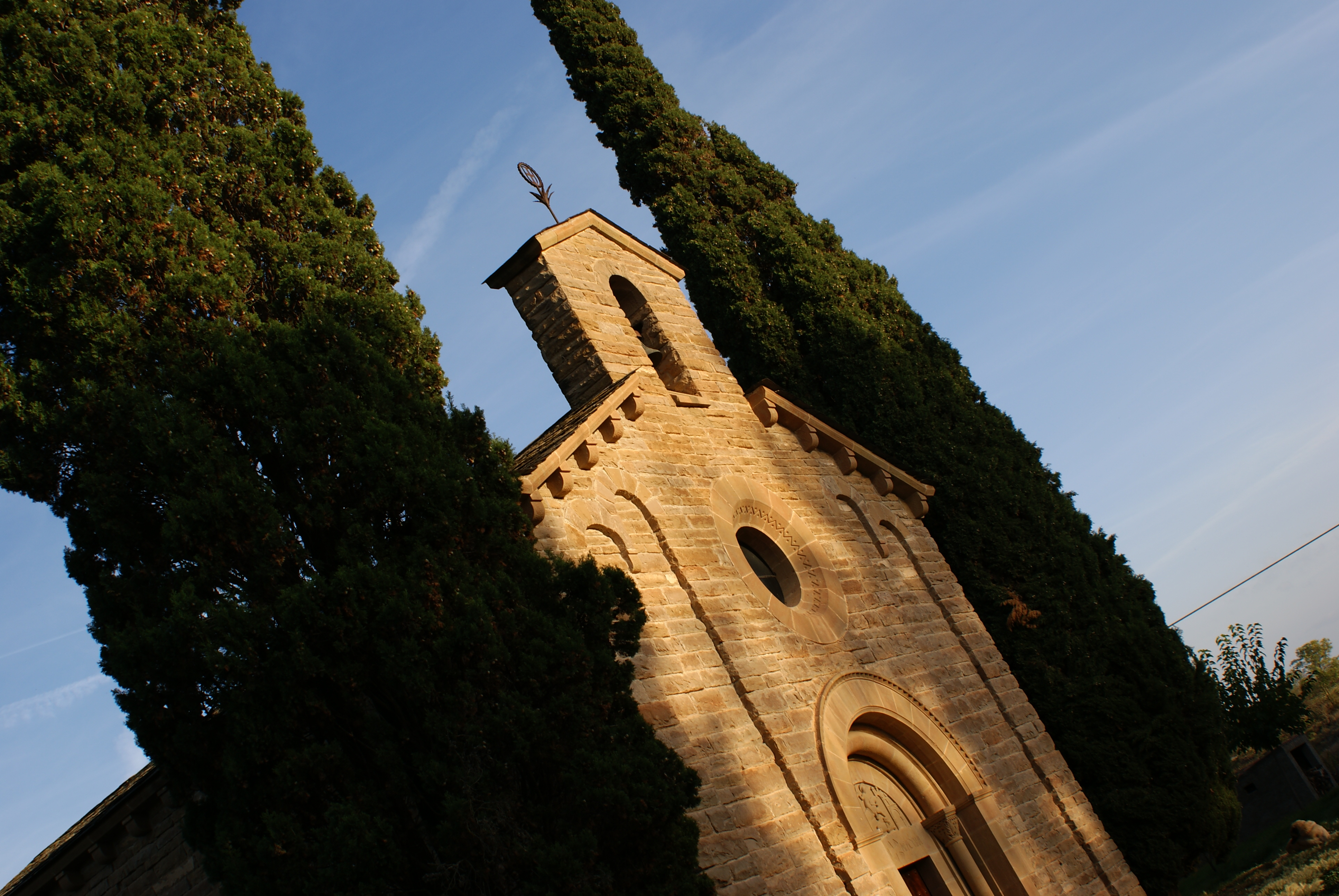
Georgskirche
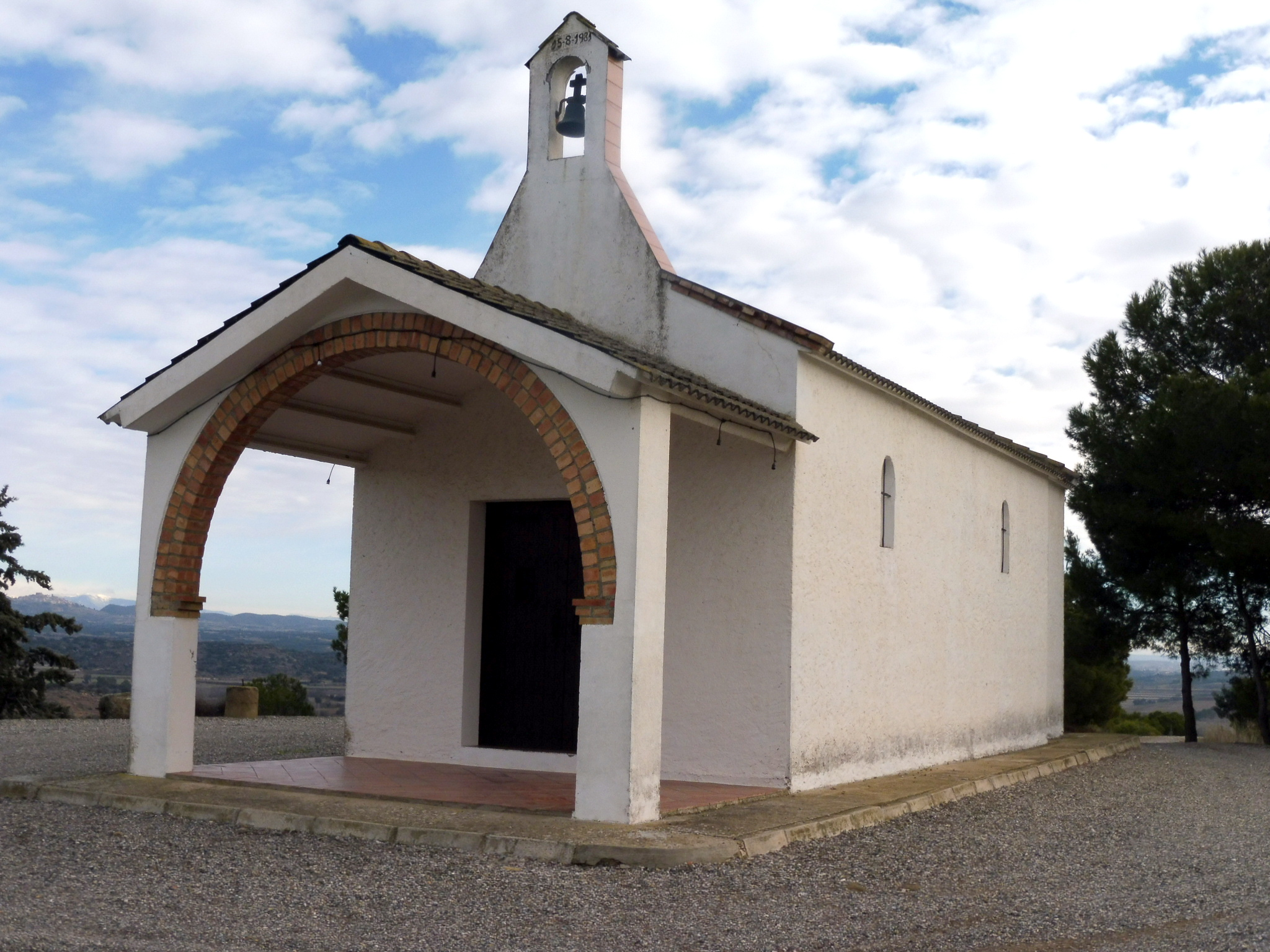
Marienkapelle